# Friederike Heumann
Friederike Heumann (* 1965) ist eine deutsche Gambistin und Hochschullehrerin.

## Leben und Wirken
Friederike Heumann studierte Viola da gamba an der Schola Cantorum Basiliensis bei Jordi Savall und Paolo Pandolfo. Sie schloss ihre Ausbildung mit dem Solistendiplom für Alte Musik ab. Anschließend lebte und wirkte sie als Stipendiatin an der „Cité Internationale des Arts“ in Paris, wo sie in Kontakt mit zahlreichen französischen Musikern kam. Sie wirkte mit der belgischen Gambistin Sophie Watillon an Aufnahmen des Ensemble „Le Poème Harmonique“ unter Vincent Dumestre mit. Beim internationalen Wettbewerb „Premio Bonporti“ in Rovereto erhielt ihr Ensemble „Le Nuove Musiche“ den 1. Preis.
Im Jahre 2001 gründete sie das Ensemble für Alte Musik „Stylus Phantasticus“ mit dem Konzertmeister Pablo Valetti und anderen Musikern, mit denen sie verschiedene CDs veröffentlichte und bei zahlreichen Alte-Musik-Festivals auftritt. Mehrere ihrer Einspielungen erhielten internationale Preise wie den „Diapason d’or“ oder den „Choc – Le Monde de la musique“.
Friederike Heumann unterrichtet Viola da gamba und Consort an der Hochschule für Musik und Theater München sowie seit 2011 Viola da Gamba an der Hochschule für Musik Würzburg, wo sie 2020 als Professorin für Historische Ensemblepraxis und Viola da gamba berufen wurde. Außerdem gibt sie international Meisterkurse und ist Jurymitglied von Wettbewerben.

## Diskografie
Unter Friederike Heumanns künstlerischer Leitung erschienen folgende CD-Produktionen:
Solo
- „Solo a viola di gamba col basso“ – Sonaten für Viola da gamba von Carl Philipp Emanuel Bach (Alpha productions)
- „Il vero Orfeo“ – Arcangelo Corellis op. V in Bearbeitungen für Viola da gamba (Accent)
- „Nostalgia – The sea of memories“ mit Nihan Devecioglu (Accent)
- „Dreames & imaginations – Poeticall Musicke to be sung to the Lyra viol“ mit Anns-Lena Elbert (TYXart)

Stylus Phantasticus
- „Zeichen im Himmel“, Kammermusik und Arien von Philipp Heinrich Erlebach (Alpha productions)
- „Ciaccona – il mondo che gira“ mit Kammermusik von Dietrich Buxtehude (Alpha productions)
- „L´Harmonie des Nations“ – Musik aus der Zeit des Kurfürsten Max Emanuel (Accent)
- „Hortus Musicus – der Musikgarten des Johann Adam Reincken“ (Accent)

Duo
- „Why not here“ – Musik für zwei Lyra-viols, mit Hille Perl (Accent)
- „The Seasons, The Monthes & other divisions of Time I“ – Musik von Christopher Simpson, mit Sophie Watillon